# MIX YOUTH RADIO
『MIX YOUTH RADIO』（ミックス・ユース・レディオ）は、CBCラジオで毎週金曜日の22時から24時30分に放送されているラジオ番組。CBCラジオの放送エリアである東海地方を活動拠点とするボーイズグループ数組がパーソナリティを務めるトークバラエティ番組である。2019年4月5日に放送開始。同年秋よりCBCラジオ平日夜のワイド番組枠『チュウモリ』内の番組となる。略称は『ミクレディ』。
パーソナリティは、この番組をきっかけに結成されたSTELLAθ（ステラシータ）と、名古屋を中心に活動するボーイズグループ・カラフルダイヤモンド。過去のパーソナリティには、カラフルダイヤモンドの先輩グループBMKがいる。

## 背景、沿革

### 前身番組
CBCラジオは、2017年度から2019年度のナイターオフシーズンに、「東海地方出身・在住」を条件としたオーディションによって選ばれた新人パーソナリティによる番組『ワンチャンマイク』を放送した。2018年度、名古屋を活動拠点とするボーイズグループ（「BMK」と改名する前の）BOYS AND MEN研究生の中原聡太・北川せつら・米谷恭輔が木曜日担当、エイベックス・アーティストアカデミー名古屋校の育成契約生の荒川海人と、名古屋のモデル事務所セントラルジャパンに所属するモデルの安藤悟の2人が金曜日担当となる。ここで一緒になった荒川と安藤、通称「荒川・安藤」はこれをきっかけにユニットを結成した。2組は2018年10月4日（木曜）・5日（金曜）から2019年3月28日（木曜）・29日（金曜）までの半年間番組パーソナリティを務め、4月からCBCラジオで新たにレギュラー番組をもつことが決まった。

### 放送開始
2019年4月5日、金曜夜の2時間番組『MIX YOUTH RADIO』がスタート。これに伴い火曜〜金曜の帯ワイド番組『ナガオカ×スクランブル』は金曜日の放送が終了して火曜〜木曜の番組となる。パーソナリティは荒川・安藤、BOYS AND MEN研究生が「スペシャルパーソナリティ」という肩書きで毎月第2金曜日（初回は4月12日）の担当となる。
番組開始からひと月ほど経った頃、荒川・安藤は、ラジオには出演していないが裏方としてライブなどを手伝っている、芸能活動未経験かつ芸能活動をしたいという意思もない一般の大学生である河原知輝の存在を明かし、自分たちは河原を含めた3人組のユニットであると発表した。6月に3人のユニット名が「STELLAθ」に決定した。河原も番組に出演するようになるが、『ワンチャンマイク』のオーディションを通過していないという理由からパーソナリティは荒川・安藤の2人のままであった。一方でBOYS AND MEN研究生は『ワンチャンマイク』出演者の3人（中原・北川・米谷）以外のメンバー、三隅一輝・松岡拳紀介・佐藤匠が加わったグループ全員が出演者となる。荒川・安藤とBOYS AND MEN研究生は互いの出演回に出ることもあり、両者合同の放送回もある。

### 『チュウモリ』枠へ
2019年秋、CBCラジオが新設した『チュウモリ』枠となり、月曜日〜木曜日の番組と同じ2時間30分の番組となる。荒川・安藤回は河原も含めた3人の放送になっていたが、公式のパーソナリティ紹介は変わらずにいた。2020年10月にパーソナリティが「荒川海人・安藤悟」からグループの「STELLAθ」となり、河原もようやく正式にパーソナリティに加えられる。BOYS AND MEN研究生は2020年10月にBMKと改名した。STELLAθはこの後メンバーの増員および脱退があり、オリジナルメンバーの荒川と安藤は2021年にそれぞれ卒業した。
2021年10月よりBMKが第2金曜日に加えて第4金曜日も担当し、STELLAθとBMKがほぼ週ごとに交替する形になった。同じく10月よりBMKの弟分グループ、ボイメンエリア研究生がSTELLAθの回にコーナーレギュラーとして出演する。2022年4月より『チュウモリ』の放送時間の変更に伴い2時間番組となる。2023年5月にボイメンエリア研究生が新グループ・カラフルダイヤモンドとなり、その後STELLAθとともにパーソナリティを務めるようになる。

### BMK回の終了
2024年9月、BMKが2025年1月末に解散することを発表。2025年1月10日放送分で松岡・佐藤は最後の出演となり、そして24日放送分の米谷・三隅の出演をもって、BMKによるレギュラー放送回が終了した。BMKが解散する1月31日、本来はSTELLAθとカラフルダイヤモンドによる放送回であったが、Zepp Nagoyaでの解散ライブを終えた直後のBMKが合流。番組の計らいで2時間番組の後半はBMKによる放送となり、BMKはこれをもって番組パーソナリティを卒業した。2月以降、STELLAθとカラフルダイヤモンドが毎週のパーソナリティを担当する形となる。

## 出演者
- STELLAθ
  - 番組開始時 - 2021年9月：毎月第2週を除く金曜日
  - 2021年10月 - 2025年1月：毎月第1・第3・第5金曜日
  - 2025年2月 - ：毎週金曜日
  - メンバーは#下記参照[注 1]。2023年7月までは、基本2〜3名がパーソナリティとして出演。カラフルダイヤモンドがパーソナリティに加わった後は2名ずつ出演。2024年5月より今津賢人1人での出演が続いたが、2025年から別メンバーも出演するようになる。
- カラフルダイヤモンド（2023年 - ）
  - 2021年10月から2023年4月までは「ボイメンエリア研究生」としてSTELLAθ回にコーナーレギュラーとして出演。出演週の変遷はSTELLAθに同じ。
  - 基本2名が出演。

代打パーソナリティ
- 田村侑久・本田剛文（BOYS AND MEN） - 2022年1月28日放送分、BMKの代理としてSTELLAθと出演[12]。

### 過去の出演者
- STELLAθ - すべてグループ脱退に伴う出演終了である。
  - 安藤悟（ - 2021年3月[13]）[注 2]
  - 荒川海人（ - 2021年10月[14]）[注 2]
  - 寺岡大河（2021年1月 - 2022年9月[15]）
  - 河原知輝（2019年5月[7][注 3] - 2023年3月）
  - 川瀬絢暉（2021年1月 - 2024年1月）
  - 加藤翼（2021年1月 - 2024年3月）
  - 松葉界征（2021年1月 - 2024年4月）
  - 小笠原啓人
  - 三浦尚稀
- ボイメンエリア研究生（2021年10月 - 2023年4月） - この時期に「1期生」と呼ばれていた出演メンバーはカラフルダイヤモンドになり、それ以外の「2期生」以降のメンバーは出演していない。

#### BMK
2019年4月12日から2025年1月31日まで、番組開始時からグループ解散当日まで出演。出演メンバーは基本3名ずつだが、コロナ禍の時期やメンバーが4人になって以降は2名のことが多かった。
- 2019年4月 - 2021年9月：毎月第2金曜日（BOYS AND MEN研究生名義）
- 2021年10月 - 2025年1月：毎月第2・第4金曜日
- メンバー - ※は『ワンチャンマイク』からの出演者。
  - 北川せつら（※ - 2019年8月）[注 4]
  - 中原聡太（※ - 2024年4月26日）[16]
  - 佐藤匠（ - 2025年1月31日）
  - 松岡拳紀介（ - 2025年1月31日）
  - 三隅一輝（ - 2025年1月31日）
  - 米谷恭輔（※ - 2025年1月31日）

## STELLAθ
STELLAθ（ステラシータ）は、『MIX YOUTH RADIO』をきっかけに、2019年に結成されたボーイズユニット。ただし活動開始は2019年3月末で、『ワンチャンマイク』時代に遡る。CBCラジオ監修の下で活動し、同社から作品をリリースしている。略称はステラ。3人体制でスタートしたが、2021年以降メンバーの加入と脱退が繰り返されており、人数は流動的である。

### 略歴
上記の経緯で荒川海人と安藤悟がユニットを結成して音楽活動を始め、荒川の作詞によるオリジナル曲「Wake me up」を発表。この曲は番組（STELLAθ回）のオープニングジングルとして用いられている。5月に河原知輝の存在を明かし、3人組として活動を開始（河原は自身について「ステラのプロジェクトが動き出す段階で加入が決まっていたということで、ざっくり初期メンカウントします」と言及している）。6月末にユニット名が決定。CBCラジオ監修のガールズユニット・らじお女子と同じように、ほぼ毎週土曜日に中部日本放送会館内のCBC第1スタジオでのライブを行うようになる。3rdシングル「HAPPY DAY」ほか数曲がCBCラジオのマンスリー・パワープレイ、通称「マンプレ」に選ばれている。初期は安藤がリーダーを務めた。
2021年1月1日放送の『MIX YOUTH RADIO』において新メンバー5名が加入、8人体制のダンス&ボーカルグループになることを発表した。。この5名は全員がLDHが運営するダンススクール・EXPG STUDIO名古屋校のレッスン生であり、STELLAθとして「EXPG公認 TikTokチーム」のEXPG NAGOYAチームの一員として活動する。以降の追加メンバーもほとんどがダンス経験者である。一方で2021年に初期メンバーの安藤が3月に、荒川が10月に卒業した。荒川の卒業時に最後の初期メンバーである河原がリーダーに就任した。2022年以降に加入したメンバーには、グループ活動にほとんど参加しないまま脱退したケースがある。2023年3月に河原が卒業し、STELLAθは6人体制になる。当面は新たなリーダーを決めない方針を打ち出した。
2024年1月、過去の楽曲を当時のメンバーでリテイクしたファースト・アルバム『RE:STELLA』をリリース。この時期からメンバーの脱退および長期活動休止が続き、5月6日より今津賢人1名での活動となる。5月17日、STELLAθと名古屋のボーイズグループEBiDAN NAGOYA（通称：えびなご）によるコラボユニット、「えびなごシータ」が発表され、6月8日CBCホール開催「チュウモリ THE LIVE vol.3」で初披露された。7月21日公演にて新メンバー（陵星、永、愛翔、板野隼乃介）が初披露された。この頃より今津がリーダーを務める。

### ユニット名
「STELLA」はラテン語で「星」を意味し、ギリシア文字「θ」は角度を表す記号として用いられることから、「星のようにどの角度からみても輝いて見えるグループになる」という意味が込められている。このユニット名は1人のファンが考案したものである。
荒川・安藤・河原の3人は、初期の数か月間は名前を持たずに活動した。ユニット名を決めることになり、6月29日開催のライブにおいて「ワンちゃんネコちゃん」（『ワンチャンマイク』にかけた名前で、元々の最有力候補）・「Wonderful NEKO life」・「ステラシータθ」の3つの候補の中からユニット名を決める観客投票が行われ、この中から「ステラシータθ」が選ばれ、表記を変えた「STELLAθ」になった。

### メンバー
| 名前       | よみ                | 生年月日               | 加入時期   | メンバーカラー                        | 備考                                            |
| ---------- | ------------------- | ---------------------- | ---------- | ------------------------------------- | ----------------------------------------------- |
| 今津賢人   | いまづ けんと       | 2001年9月6日（23歳）   | 2021年1月  | ■ピンク（ヘラヘラピンク）。           | 三代目リーダー・ダンサー EXPG STUDIO NAGOYA出身 |
| 陵星       | りょうせい          | 1999年12月7日（25歳）  | 2024年7月  | ■紫（陽気なパープル大男）             | ボーカル                                        |
| 永         | ひさし              | 2004年4月8日（21歳）   | 2024年7月  | ■緑（疲労回復グリーン）               | ボーカル                                        |
| 愛翔       | まなと              | 2012年4月25日（13歳）  | 2024年7月  | ■青（キラキラブルー）                 | ダンサー EXPG STUDIO NAGOYA出身                 |
| 若松世真   | わかまつ せいま     | 2003年12月25日（21歳） | 2022年12月 | ■赤（ギャル男レッド）                 | 2024年4月7日より活動休止中                      |
| 板野隼乃介 | いたの しゅんのすけ | 2009年2月16日（16歳）  | 2024年7月  | ■白（白ホワイト）                     | 2025年に研修生から昇格                          |
| 一ノ瀬颯太 | いちのせ そうた     | 2002年5月15日（23歳）  | 2025年3月  | ■オレンジ（ムキムキマッチョオレンジ） |                                                 |

### 元メンバー
| 名前       | よみ              | 生年月日      | 加入時期   | 脱退時期       | メンバーカラー                  | 備考 |
| ---------- | ----------------- | ------------- | ---------- | -------------- | ------------------------------- | --- |
| 安藤悟     | あんどう さとる   | 1998年5月3日  | 2019年3月  | 2021年3月27日  | ■緑（自己顕示欲グリーン）       | 初期メンバー・初代リーダー                                                                                   |
| 荒川海人   | あらかわ かいと   | 1998年6月2日  | 2019年3月  | 2021年10月2日  | ■赤（ナルシストレッド）         | 初期メンバー                                                                                                 |
| 寺岡大河   | てらおか たいが   | 2001年3月12日 | 2021年1月  | 2022年10月1日  | ■オレンジ（プロテインオレンジ） | EXPG STUDIO NAGOYA出身                                                                                       |
| 小笠原啓人 | おがさわら けいと | 2001年7月14日 | 2022年1月  | 2022年12月11日 | ■赤（ちゃっかりレッド）         | |
| 河原知輝   | かわはら ともき   | 1999年9月7日  | 2019年3月  | 2023年3月25日  | ■黄色（なで肩イエロー）         | 初期メンバー・二代目リーダー                                                                                 |
| 川瀬絢暉   | かわせ じゅんき   | 1999年8月18日 | 2021年1月  | 2024年1月14日  | ■紫（ナルシストパープル）       | EXPG STUDIO NAGOYA出身。 脱退後、オリックス・バファローズ公式ダンス＆ヴォーカルユニット「BsGravity」に所属。 |
| 三浦尚稀   | みうら なおき     | 2005年2月12日 | 2022年12月 | 2024年3月23日  | ■緑（肩幅グリーン）             | |
| 加藤翼     | かとう つばさ     | 2000年8月3日  | 2021年1月  | 2024年3月31日  | ■青（泣き虫ブルー）             | EXPG STUDIO NAGOYA出身。 脱退後、BM Promotion所属のボーイズグループ、「ENDRIP.」に所属。                     |
| 松葉界征   | まつば かいせい   | 2002年3月10日 | 2021年1月  | 2024年5月5日   | ■水色（うっすぅ〜〜い青）       | EXPG STUDIO NAGOYA出身。 脱退後、株式会社ロブ所属のボーイズグループ、「CRUSH」に所属。                       |

### 作品
シングル
1. Wake me up（2019年） - 「荒川海人 安藤悟」名義[19]。
2. Let's going now（2019年）
3. HAPPY DAY（2020年） - CBCラジオ、2020年2月のマンプレ。
4. 大名古屋（2020年）
5. 僕はなりたい（2021年） - 作詞は安藤悟。
6. ギガピース（2021年） - 作詞は河原知輝。CBCラジオ、2021年7月のマンプレ[42]。2024年にらじお女子がカバー・バージョンを発表した。
7. 夜華（2022年） - 作詞は河原知輝。CBCラジオ、2022年4月のマンプレ[43]。
8. Fire（2022年）
9. SS STYLE（2023年）
10. STAY（2023年）
11. Lovin' You（2024年） - CBCラジオ、2024年1月のマンプレ[44]。
12. 遊Viva（2024年） - 作詞は今津賢人[45]。
13. 桜舞う春（2025年） - CLEEM MIKUのカバー[注 5]。

アルバム
1. RE:STELLA（2024年）

参加作品
- 永岡歩 with STELLAθ 「スポットライト」（2022年）

作品一覧：

## 内包番組
『WATWING 希空の本質』（2024年4月5日 - ）23時40分頃 - 。
- パーソナリティ：福澤希空（WATWING）
- ダンス&ボーカルグループWATWINGの愛知県出身メンバー福澤希空が、月替わりで同グループのメンバーを迎えてトークを繰り広げる番組。

### 過去の内包番組
『THE BEAT GARDENの勝手にお邪魔しまっす〜!!!!』（ - 2020年6月）
- パーソナリティ：THE BEAT GARDEN

『魚忠presents ウルトラ寿司ふぁいやーの全てはエンターテインメント』（2020年4月 - 2022年3月）
- パーソナリティ：ウルトラ寿司ふぁいやー
- 『チュウモリ』水曜日『酒井直斗のラジノート』に移動（〜2024年3月27日）。

『BE:FIRSTのBE:TALK!!』（2021年11月5日 - 2023年12月29日：22時45分頃 - 。
- パーソナリティ：BE:FIRST（SHUNTO・RYUHEI・RYOKI）
- BE:FIRSTの愛知県出身のメンバ－、SHUNTO・RYUHEI・RYOKIが放送する10分番組。

『甘党男子の甘時間（スイートタイム）』（2022年8月5日 - 2024年9月27日）：22時40分頃 - 。
- パーソナリティ：甘党男子
- スイーツがコンセプトの7人組ボーイズグループ甘党男子がスイーツ尽くしの内容で話す番組。収録番組であるが、月に1度生放送を行った。

## 放送時間
- 金曜22:00 - 24:30（金曜22:00 - 翌日0:30、2025年8月1日-）

過去
- 金曜 22:00 - 24:00（金曜 22:00 - 翌日 0:00、2019年4月5日 - 9月27日）
- 金曜 22:00 - 24:30（金曜 22:00 - 翌日 0:30、2019年10月4日 - 2021年3月26日）
- 金曜 22:00 - 24:20（金曜 22:00 - 翌日 0:20、2021年4月2日 - 9月24日）
- 金曜 22:00 - 24:30（金曜 22:00 - 翌日 0:30、2021年10月1日 - 2022年3月25日）
- 金曜 22:00 - 24:00（金曜 22:00 - 翌日 0:00、2022年4月1日 -2025年7月25日 ）

## 音楽
オープニング
- STELLAθ「Wake me up」（STELLAθ回）
- BMK「ゴリゴリ☆サバンナロード」（BMK回）